# 苏拉 (奔萨州)
苏拉（羅馬化：Sura）是俄罗斯奔萨州的市级镇，属尼科利斯克区，地处奔萨州东北边境，位于伏尔加河流域苏拉河及其一支流因扎河（Инза）汇流处，在区行政中心尼科利斯克西北、州府奔萨东北方，靠近该州与莫尔多瓦共和国的边界。镇内设有同名铁路车站。
1961年由苏拉车站村与奇尔科沃（Чирково）村合并而成，设市级镇。该地2022年人口有1,756人；2010年人口2,125；2002年人口2,305；1989年人口2,621。